# Bauprés Rocks
Die Bauprés Rocks (spanisch Rocas Bauprés ‚Bugsprietfelsen‘) sind zwei Klippen vor der Westküste des Grahamlands im Norden der Antarktischen Halbinsel. Sie liegen inmitten der südlichen Einfahrt zum Peltier-Kanal im Palmer-Archipel.
Erstmals kartiert wurden sie bei der Vierten Französischen Antarktisexpedition (1903–1905) unter der Leitung des Polarforschers Jean-Baptiste Charcot. Ihr deskriptiver Name, den sie aufgrund ihrer Ähnlichkeit mit einem Bugspriet erhielten, ist erstmals auf einer argentinischen Landkarte aus dem Jahr 1952 zu finden. Eine hydrographische Vermessungseinheit der Royal Navy landete am größeren der beiden Felsen am ersten Adventssonntag des Jahres 1956 an, das UK Antarctic Place-Names Committee benannte ihn 1959 dementsprechend als Advent Island.